# 조지프 E. 존스턴

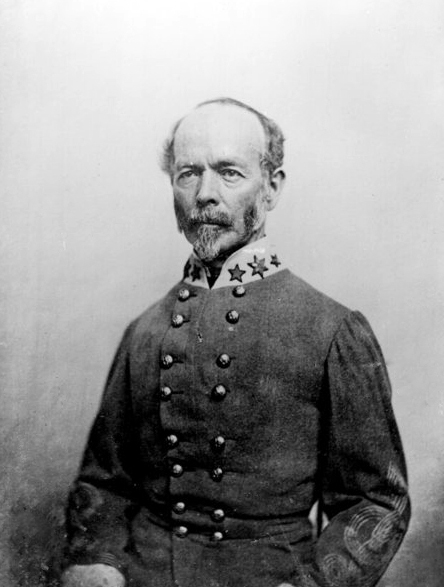
조셉 존스턴

조지프 E. 존스턴(Joseph Eggleston Johnston, 1807년 2월 3일 ~1891년 3월 21일)는 미국 남북 전쟁 당시, 남군의 장군이다.
1829년 미국 뉴욕주의 웨스트포인트 육군사관학교를 졸업하고 남북 전쟁이 발발하자 고향 버지니아주로 내려갔다. 1861년 5월 셰넌도어 강 남군 여단장 직을 받아 1861년 7월 제1차 불런 전투에서 최초의 승리를 거두었다.
그러나, 남부 연합 대통령 제퍼슨 데이비스와도 잦은 갈등을 빚었고 1862년 4월에는 반도 회전 당시 수도 리치먼드를 지키기 위해 후퇴했다. 그러나 세븐파인스 전투에서 중상을 입어 로버트 E. 리 장군이 그를 대신했다.
1863년에는 빅스버그 전투에서 존 C. 펨버턴 장군을 구출하지 못해 1863년 7월 4일 빅스버그가 북군에게 함락되면서 패배했고 북군이 조지아주 애틀란타로 진격하자 12월에 테네시 강 지구 군대를 맡았다.
1865년 2월 복직되어 노스캐롤라이나주에서 군대를 지휘해 3월에 벤턴빌 전투에서 윌리엄 T. 셔먼을 격퇴시키는 데 성공했으나, 피터즈버그 회전에서 로버트 E. 리 장군과 만나는 데 실패해 마침내 1865년 4월 26일 노스캐롤라이나주 더럼 역에서 셔먼에게 항복했다.
그 뒤 회고록을 저술하며 생활하다 1879년 ~ 1891년에는 하원 의원으로 활동하기도 했고 1885년에는 미국 철도청장으로 임명되었다.

## 역대 선거 결과
| 선거명      | 직책명                        | 대수 | 정당   | 득표율 | 득표수  | 결과 | 당락                     |
| ----------- | ----------------------------- | ---- | ------ | ------ | ------- | ---- | ------------------------ |
| 1879년 선거 | 하원의원 (버지니아 제3선거구) | 46대 | 민주당 | 58.11% | 5,787표 | 1위  | 버지니아주 하원의원 당선 |